# Moderen (skuespil)
 For alternative betydninger, se Moderen. (Se også artikler, som begynder med Moderen)
Moderen er et skuespil med tekst af Helge Rode og musik af Carl Nielsen skrevet i forbindelse med Genforeningen. 
Skuespillet huskes vel nok især for musikken: Tågen letter for fløjte og harpe
og de to sange Sangen om Danmark bedre kendt som Som en rejselysten flåde og Min pige er så lys som rav.
Rodes tekst findes digitaliseret i Arkiv for Dansk Litteratur ud fra en bog udgivet i 1920.
I 2015 opførte Ensemble MidtVest, MidtVest Pigekor og Kirsten Olesen uddrag af stykket.
Noder for musikken findes i serie 1, bind 9 i Carl Nielsen Udgaven.
Den første takter af Tågen letter er: